# Capybara Games
Capybara Games é um premiado estúdio de jogos independente baseado na cidade de Toronto, Canadá. É focada principalmente no desenvolvimento de jogos para iPhone, Nintendo DS e jogos distribuídos digitalmente para consoles. O estúdio foi fundado em 2003, por um grupo de membros do IGDA de Toronto.
O mascote da Capybara Games é um homem com bigode chamado Hank Hudson, que pode ser encontrado na maioria dos jogos da produtora.

## Jogos
| Título                             | Ano de Lançamento | Plataforma        | Distribuidora    |
| ---------------------------------- | ----------------- | ----------------- | ---------------- |
| S.M.A.B.U: Earth Wars              | -                 | Celular           | Capybara Games   |
| Super Shove IT!                    | 2006              | Celular           | Starwave Celular |
| Monkey On Your Back                | 2006              | Celular           | Infusio          |
| Manic Medic AKA Take Yer Meds!     | 2006              | Celular           | Infospace        |
| Pillowfight                        | 2007              | Celular           | I-Play           |
| Critter Crunch                     | 2007              | iPhone/iPod Touch | Disney/Starwave  |
| Critter Crunch                     | 2009              | Playstation 3 PSN | Capybara Games   |
| Might and Magic: Clash of Heroes   | 2009              | Nintendo DS       | Ubisoft          |
| Might and Magic: Clash of Heroes   | 2010              | XBLA/PSN          | Ubisoft          |
| Superbrothers: Sword & Sworcery EP | 2010              | iPhone/iPod Touch | Capybara Games   |
| Heartbeat                          | por anunciar      | Nintendo WiiWare  | Capybara Games   |

## Prêmios e recepção
A Capybara Games ganhou muitos elogios e prêmios por seus jogos 2D.  Critter Crunch conseguiu a nota de 87 na Metacritic e Might and Magic: Clash of Heroes para o Nintendo DS conseguiu a nota de 86 tornando ele o 4.º jogo melhor avaliado para Nintendo DS em 2009.
Estão entre os prêmios que a Capybara Games recebeu:
- Independent Games Festival - Critter Crunch por Melhor Jogo para Celular de 2008, Melhor Audio 2008
- Wave Awards - Critter Crunch por Melhor Jogo para Celular - 2007
- IGN - Critter Crunch por Melhor Jogo de Quebra-cabeça de 2007 e Maior Surpresa. Pillow Fight por Melhor Jogo de Luta para Celular de 2007.
- IGN - Critter Crunch PSN por Melhor Jogo de Quebra-cabeça para Playstation 3 em 2009.[5]
- Destructoid - Critter Crunch PSN Escolha dos Editores.[6]
- IGN - Might & Magic: Clash of Heroes DS por Melhor Jogo de Estratégia para Nintendo DS em 2009.[7]
- Nintendo Power - Might & Magic: Clash of Heroes DS por Melhor Jogo de Quebra-cabeça do ano para Nintendo DS.
- Canadian Video Game Awards - Might & Magic: Clash of Heroes DS e Critter Crunch por Melhor Jogo de Portátil e Melhor Jogo para Download, respectivamente.[8][9]